# Océanite de Tristram
Hydrobates tristrami
Espèce
Synonymes
- Cymochorea owstoni
- Oceanodroma tristrami (protonyme)

Statut de conservation UICN

 LC  : Préoccupation mineure
L'Océanite de Tristram (Hydrobates tristrami) est une espèce d'oiseaux de la famille des Hydrobatidae.
Son nom scientifique et vernaculaire commémorent Henry Baker Tristram (1822-1906), explorateur et ornithologue britannique.

## Répartition
Cet oiseau vit dans le Nord de l'océan Pacifique (archipel d'Izu, îles Bonin et nord-ouest d'Hawaï).